# Anici Faust Albí Basili (cònsol 541)

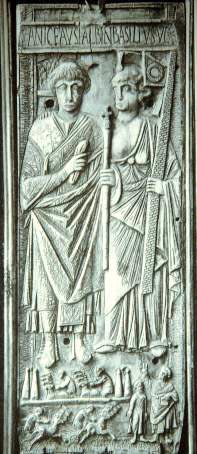
Díptic consular que es creu que és d'Albí Basili

Anici Faust Albí Basili (en grec: Ανίκιος Φαύστος Αλβίνος Βασιλείος) va ser un alt funcionari de l'Imperi Romà d'Orient i l'últim cònsol ordinari de la història romana, ocupant el càrrec en solitari l'any 541.

## Biografia
Els seus orígens són desconeguts, tot i que el seu nom suggereix que pertanyia a les famílies aristocràtiques romanes dels Decii i dels Anicii. És probable que Basili fos el nét del cònsol del 480, Caecina Deci Màxim Basili, i potser era el fill del cònsol del 493, Caecina Deci Faust Albí.
Quan el rei dels ostrogots Tòtila va superar les defenses romanes i va entrar a la ciutat de Roma el desembre del 546, Basili, juntament amb Rufi Petroni Nicòmac Ceteg, el president del Senat (que havia estat cònsol el 504), i Deci (que havia estat cònsol el 529) van fugir de Roma amb el general Besses. Segons el Liber Pontificalis, Basili i Ceteg van arribar a Constantinoble, on l'emperador Justinià I els va consolar «i els va enriquir com corresponia a cònsols romans».
L'1 de gener del 541 va prendre possessió del consolat a Constantinoble sense cap col·lega. Basant-se en el fet que Basili va entrar en el consolat uns mesos després de la rendició goda de Ravenna a Belisari, és probable que el seu nomenament per part de l'emperador Justinià tingués un significat especial: Alan Cameron i Diane Schauer comenten que «el consolat de Basili simbolitzava la restauració d'Itàlia i la seva aristocràcia a l'imperi». No se sap quant de temps més va viure Basili després de convertir-se en cònsol.
Filippo Buonarroti va proposar per primera vegada un díptic consular amb el nom "Anicius Faustus Albinus Basilius" per referir-s'hi el 1716. El díptic consular d'Albinus Basilius enumera els seus títols a l'època del consolat: vir inlustris, comes domesticorum, patricius i cònsol ordinari. Aquesta identificació va ser generalment acceptada fins al 1896, quan H. Graeven va argumentar que pertanyia a l'avi de Basili, Caecina Deci Màxim Basili, el cònsol occidental de l'any 480, basant-se en arguments estilístics. Més recentment, Cameron i Schauer han defensat la identificació de Buonarotti.